# São João do Rio Vermelho
Popularmente conhecido como Bairro do Rio Vermelho, o distrito São João Batista do Rio Vermelho situa-se ao nordeste da cidade de Florianópolis. Possui esse nome por causa de um pequeno rio localizado na região, cuja água é da cor de ferrugem.
O distrito tem em seu território a localidade do bairro do Muquém e a Praia de Moçambique. Sua área total é de 31,68 km². É o bairro mais extenso da Ilha. Limita-se ao sul com os distritos da Barra da Lagoa, ao norte com Ingleses, ao oeste com a Lagoa da Conceição e ao leste com o oceano Atlântico.

## Geografia
O Rio Vermelho possui grande diversidade geográfica: a ele pertence ampla face oceânica da Ilha de Santa Catarina, por causa da Praia do Moçambique. Também estão nele restingas, dunas naturais de areia fina e clara, parte da laguna salgada Lagoa da Conceição, riachos de água doce com nascentes e costão de pedras nos morros.
O parque de pinheiros leva o seu nome, Parque Estadual do Rio Vermelho, e existem projetos de manejo específicos para ele, por causa da abundante quantidade de Pinus elliotti e da ameaça à flora natural que estes causam, além do solo de turfa. Outros pontos são o Camping Internacional do Rio Vermelho e a já citada Praia de Moçambique, protegida pelas dunas e restinga. 

## História

### Pré-colonial e colonial
Os primeiros sinais de habitação da Ilha de Santa Catarina são dos "povos dos sambaquis", de pelo menos 5000 anos, fato evidenciado pela datação das oficinas líticas e sambaquis espalhados pelo território. Na região do Rio Vermelho, há ainda provas de presença de povos ascendentes dos Guaranis. No Porto do Rio Vermelho (situado à Lagoa da Conceição) há um sambaqui com reminiscentes de um sepulcrário que guarda ossadas datadas entre 1900 a 1200 anos de idade. Também há vestígios de cerâmicas guaranis, e restos de fogueiras datadas do século XVI a XVII no sítio arqueológico Travessão do Rio Vermelho, que sugerem o convívio entre guaranis e europeus.
Apesar de a ilha ser conhecida por portugueses e espanhois é só em 1673 que foi fundado, pelos portugueses, o povoado de Nossa Senhora do Desterro. Com o intuito de descongestionar a capitania de São Vicente e ocupar o sul do território, e acirrando uma disputa com os espanhois. A partir do século XVII cessam os vestígios de atividade humana guarani, apontando que com a invasão europeia e processo mais acelerado de colonização e disputa, essas populações foram dizimadas ou migraram para o continente, conforme Müller:
Durante os séculos XVIII e XIX, os relatos dos viajantes que passaram pela Ilha de Santa Catarina, por exemplo, permaneceram semelhantes com relação à “hospitalidade” Guarani quando o contato mais direto ocorre, no entanto com menções já ao baixo número de indígenas, sendo avistados mais próximos às florestas. (2015, MÜLLER)
Em 1749 são mandados para a ilha, pela Coroa portuguesa, açorianos para colonizar. O principal produto foi, por um tempo, a farinha de mandioca. Na região do Rio Vermelho, a atividade se manteve rural até meados dos anos 1960.